# 감자즙 배지

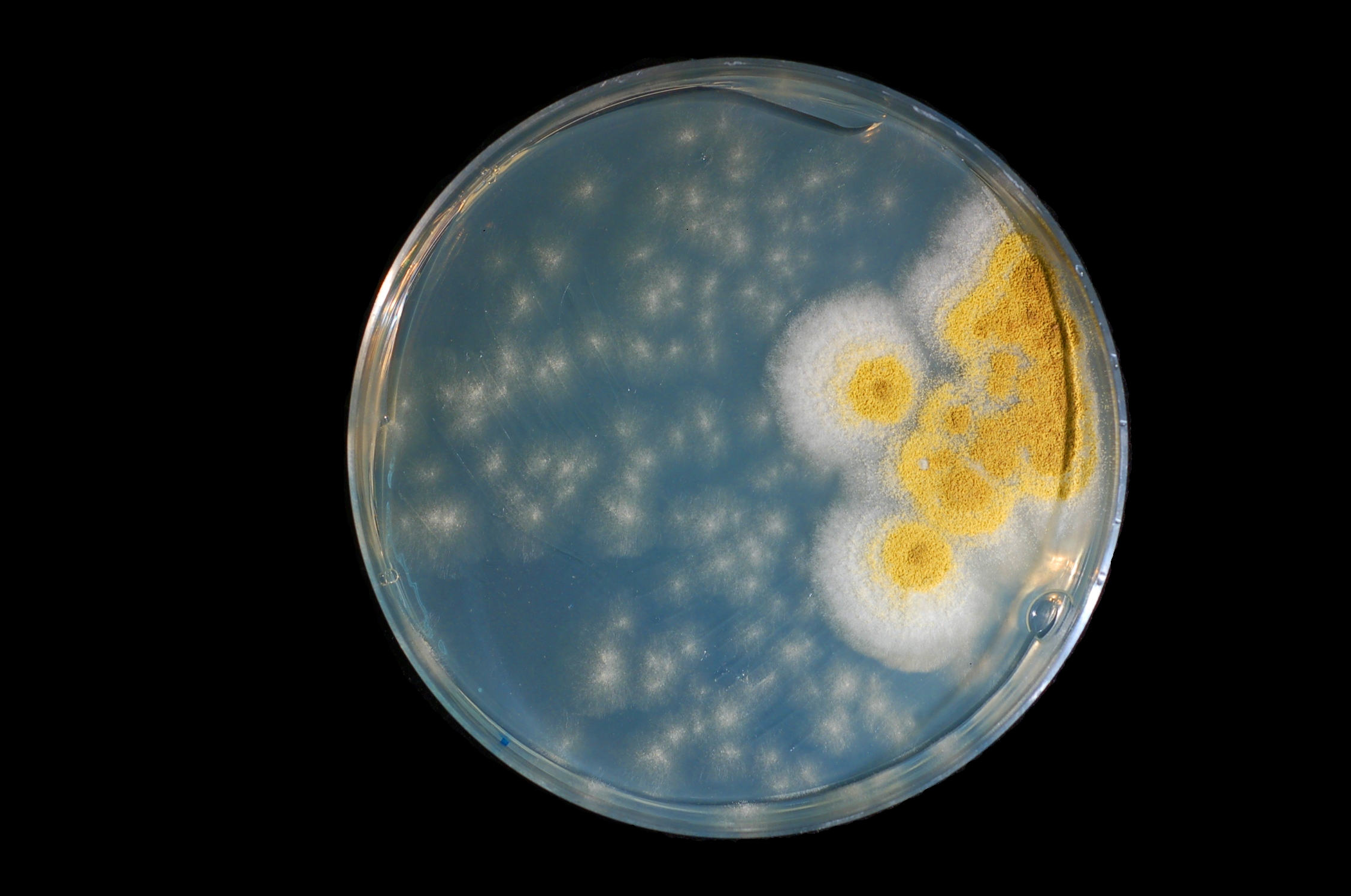
감자즙 배지에서 성장한 아스페르길루스.

감자즙 배지(Potato dextrose agar, PDA, BAM Media M127)는 감자를 우린 것과 덱스트로스로 만든 흔한 미생물 배지이다. 진균과 세균을 성장시키는 데에 널리 사용되는 배지이다.

## 일반적 조성
| 값                    | 성분이나 상태                                |
| --------------------- | -------------------------------------------- |
| 1000 ml               | 물                                           |
| 4 g (우린 감자 200 g) | 감자 (껍질을 벗기지 않고 씻긴 후 슬라이스됨) |
| 20 g                  | 덱스트로스                                   |
| 20 g                  | 한천 가루                                    |
| 5.6±0.2               | 최종 pH                                      |
| 25°C                  | 온도                                         |
우린 감자는 껍질을 까지 않고 씻어 얇게 썬 감자 200g을 1L의 증류수에 30분 끓이고, 베보자기에 끓인 물을 기울여 따르거나 걸러서 만든다. 증류수를 더해 부피를 1L로 만든 다음 20g의 덱스트로스와 20g의 한천 가루를 추가하고, 100kPa 15분 조건에서 고압멸균한다.
비슷한 배지인 감자즙 액체배지(potato dextrose broth, PDB)를 만드는 방식은 PDA와 같지만 한천은 제외하여 만든다. PDB로 배양하는 흔한 유기체는 칸디다 알비칸스(Candida albicans)나  맥주효모(Saccharomyces cerevisiae) 같은 효모나 아스페르길루스 니게르(Aspergillus niger) 등의 곰팡이가 있다.

## 추가 자료
- Atlas, R.M.: Handbook of Microbiological Media, second edition. Lawrence C. Parks (1997)